# Temporada da ProB de 2023-24
A Temporada da ProB de 2023–24 foi a 17.ª edição da competição de terciária do basquetebol masculino da Alemanha segundo sua pirâmide estrutural. É organizada pela 2.Bundesliga GmbH sob as normas da FIBA e é dividida em ProB Sul e ProB Norte.

## Clubes Participantes
| ProB                      | ProB              | ProB                          | ProB           |
| Grupo Norte               | Grupo Norte       | Grupo Sul                     | Grupo Sul      |
| Clube                     | Localização       | Clube                         | Localização    |
| ------------------------- | ----------------- | ----------------------------- | -------------- |
| Ademax Ballers Ibbenbüren | Ibbenbüren        | Ahorn Camp BIS Baskets Speyer | Speyer         |
| Bayer Giants Leverkusen   | Leverkusen        | BBC Coburg                    | Coburgo        |
| BBG Herford               | Herford           | BG Hessing Leitershofen       | Stadtbergen    |
| Berlin Braves 2000        | Berlim            | Black Forest Panthers         | Schwenningen   |
| BSW Sixers                | Anhalt-Bitterfeld | CATL Basketball Löwen         | Erfurt         |
| EN Baskets Schwelm        | Schwelm           | Dragons Rhöndorf              | Bad Honnef     |
| Iserlohn Kangaroos        | Iserlohn          | FC Bayern München II          | Munique        |
| Itzehoe Eagles            | Itzehoe           | Fraport Skyliners Junior      | Francoforte    |
| Lok Bernau                | Bernau bei Berlin | Orange Academy                | Ulm            |
| RheinStars Köln           | Colônia           | Porsche BBA Ludwigsburg       | Ludwigsburgo   |
| SBB Baskets Wolmirstedt   | Wolmirstedt       | SV Fellbach Flashers          | Fellbach       |
| SC Rist Wedel             | Wedel             | Team Ehingen Urspring         | Ehingen        |
| Seawolves Academy         | Rostoque          | TSV Oberhaching               | Oberhaching    |
| TKS 49ers                 | Stahndorf         | TSV Tröster Breitengüßbach    | Breitengüßbach |

## Formato
A competição é disputada por 24 equipes divididas em dois torneios distintos de temporada regular, Sul e Norte, onde as equipes se enfrentam com jogos sendo mandante e visitante, determinando ao término desta as colocações do primeiro ao último colocados. Prevê-se a promoção à 2.Bundesliga ProA aos dois finalistas dos playoffs.

## Temporada Regular

### Tabela de Classificação

#### Norte
| Pos. | Clube                     | J  | V  | D  | Pts. | PF   | PC    | Dif. | Classificação |
| ---- | ------------------------- | -- | -- | -- | ---- | ---- | ----- | ---- | ------------- |
| 1    | RheinStars Köln           | 26 | 21 | 5  | 42   | 2262 | 1975  | 287  | Playoffs      |
| 2    | Bayer Giants Leverkusen   | 26 | 20 | 6  | 40   | 2098 | 1885  | 213  | Playoffs      |
| 3    | EN Baskets Schwelm        | 26 | 18 | 8  | 36   | 2132 | 1968  | 164  | Playoffs      |
| 4    | SBB Baskets Wolmirstedt   | 26 | 17 | 9  | 34   | 2207 | 2062  | 145  | Playoffs      |
| 5    | SC Rist Wedel             | 26 | 17 | 9  | 34   | 2034 | 1881  | 153  | Playoffs      |
| 6    | Berlin Braves 2000        | 26 | 16 | 10 | 32   | 2034 | 1951  | 83   | Playoffs      |
| 7    | Lok Bernau                | 26 | 11 | 15 | 22   | 1985 | 2020  | -35  | Playoffs      |
| 8    | Seawolves Academy         | 26 | 11 | 15 | 22   | 1962 | 2174  | -212 | Playoffs      |
| 9    | BSW Sixers                | 26 | 10 | 16 | 20   | 1939 | 2062  | -123 |               |
| 10   | TKS 49ers                 | 26 | 10 | 16 | 20   | 1910 | 1962  | -52  |               |
| 11   | Iserlohn Kangaroos        | 26 | 10 | 16 | 20   | 2072 | 2136  | -64  |               |
| 12   | Itzehoe Eagles            | 26 | 8  | 18 | 16   | 2009 | 2185  | -176 |               |
| 13   | BBG Herford               | 26 | 8  | 18 | 16   | 2163 | 2.313 | -150 |               |
| 14   | Ademax Ballers Ibbenbüren | 26 | 5  | 21 | 10   | 1871 | 2.104 | -233 |               |

#### Sul
| Pos. | Clube                         | J  | V  | D  | Pts. | PF   | PC    | Dif. | Classificação |
| ---- | ----------------------------- | -- | -- | -- | ---- | ---- | ----- | ---- | ------------- |
| 1    | Dragons Rhöndorf              | 26 | 19 | 7  | 38   | 2401 | 2210  | 191  | Playoffs      |
| 2    | Orange Academy                | 26 | 16 | 10 | 32   | 2278 | 2246  | 32   | Playoffs      |
| 3    | BBC Coburg                    | 26 | 15 | 11 | 30   | 2320 | 2210  | 110  | Playoffs      |
| 4    | Fraport Skyliners Junior      | 26 | 15 | 11 | 30   | 2005 | 1969  | 36   | Playoffs      |
| 5    | CATL Basketball Löwen         | 26 | 15 | 11 | 30   | 2184 | 2123  | 61   | Playoffs      |
| 6    | TSV Oberhaching               | 26 | 15 | 11 | 30   | 2123 | 2066  | 57   | Playoffs      |
| 7    | FC Bayern München II          | 26 | 14 | 12 | 28   | 2203 | 2202  | 1    | Playoffs      |
| 8    | Ahorn Camp BIS Baskets Speyer | 26 | 13 | 13 | 26   | 2170 | 2122  | 48   | Playoffs      |
| 9    | SV Fellbach Flashers          | 26 | 13 | 13 | 26   | 2091 | 2122  | -31  |               |
| 10   | Porsche BBA Ludwigsburg       | 26 | 13 | 13 | 26   | 2127 | 2187  | -60  |               |
| 11   | BG Hessing Leitershofen       | 26 | 12 | 14 | 24   | 2052 | 2.083 | -31  |               |
| 12   | Team Ehingen Urspring         | 26 | 8  | 18 | 16   | 2091 | 2.235 | -144 |               |
| 13   | Black Forest Panthers         | 26 | 8  | 18 | 16   | 2090 | 2.175 | -85  |               |
| 14   | TSV Tröster Breitengüßbach    | 26 | 6  | 20 | 12   | 1872 | 2.057 | -185 |               |

## Playoffs

### Oitavas de finais
| Time 1                   | Série | Time 2                        | 1º Jogo  | 2º Jogo  | 3º Jogo  |
| ------------------------ | ----- | ----------------------------- | -------- | -------- | -------- |
| RheinStars Köln          | 2 - 1 | Ahorn Camp BIS Baskets Speyer | 72 - 62  | 71 - 86  | 74 - 65  |
| Fraport Skyliners Junior | 1 - 2 | SC Rist Wedel                 | 88 - 82  | 64 - 87  | 86 - 90  |
| Orange Academy           | 2 - 1 | Lok Bernau                    | 83 - 73  | 72 - 79  | 101 - 75 |
| EN Baskets Schwelm       | 2 - 1 | TSV Oberhaching               | 67 - 85  | 90 - 81  | 72 - 69  |
| Dragons Rhöndorf         | 2 - 1 | Seawolves Academy             | 108 - 73 | 81 - 84  | 103 - 77 |
| SBB Baskets Wolmirstedt  | 2 - 0 | CATL Basketball Löwen         | 79 - 74  | 104 - 72 | -        |
| Bayer Giants Leverkusen  | 2 - 0 | FC Bayern München II          | 78 - 49  | 89 - 77  | -        |
| BBC Coburg               | 0 - 2 | Berlin Braves 2000            | 71 - 72  | 73 - 105 | -        |

### Quartas de finais
| Time 1                  | Série | Time 2                  | 1º Jogo | 2º Jogo | 3º Jogo  |
| ----------------------- | ----- | ----------------------- | ------- | ------- | -------- |
| RheinStars Köln         | 2 - 0 | SC Rist Wedel           | 90 - 62 | 67 - 60 | -        |
| Orange Academy          | 2 - 1 | EN Baskets Schwelm      | 99 - 81 | 89 - 96 | 115 - 73 |
| Dragons Rhöndorf        | 2 - 1 | SBB Baskets Wolmirstedt | 82 - 79 | 73 - 90 | 90 - 82  |
| Bayer Giants Leverkusen | 0 - 2 | Berlin Braves 2000      | 62 - 83 | 55 - 74 | -        |

### Semifinais
| Time 1           | Série | Time 2             | 1º Jogo  | 2º Jogo  | 3º Jogo |
| ---------------- | ----- | ------------------ | -------- | -------- | ------- |
| RheinStars Köln  | 2 - 0 | Orange Academy     | 105 - 85 | 106 - 95 | -       |
| Dragons Rhöndorf | 2 - 1 | Berlin Braves 2000 | 61 - 72  | 86 - 82  | 67 - 57 |

### Finais
| Time 1          | Agregado  | Time 2           | 1º Jogo | 2º Jogo |
| --------------- | --------- | ---------------- | ------- | ------- |
| RheinStars Köln | 163 - 180 | Dragons Rhöndorf | 95 - 97 | 68 - 83 |

## Promoção e rebaixamento

### Promovidos para aProA
- Dragons Rhöndorf[2]
- RheinStars Köln[2]

### Rebaixados para aProB
- BBG Herford
- Ademax Ballers Ibbenbüren
- Black Forest Panthers
- TSV Tröster Breitengüßbach

## Artigos relacionados
- Bundesliga
- 2.Bundesliga ProA
- Regionalliga
- Seleção Alemã de Basquetebol